# Griesheimer Bruch
Der Griesheimer Bruch ist ein Naturschutzgebiet (NSG) in der Gemarkung Griesheim im Landkreis Darmstadt-Dieburg in Südhessen. Es wurde mit Verordnung vom 7. Februar 2000 ausgewiesen.

## Naturschutzgebiet Griesheimer Bruch
Der Griesheimer Bruch (historisch auch: Das Griesheimer Bruch) ist ein Wald- und Wiesengelände im Naturraum Hessische Rheinebene. Das Schutzgebiet befindet sich im Westen der Stadt Griesheim und umfasst eine Fläche von etwa 35 Hektar. Seit 2007 ist das Naturschutzgebiet zusätzlich ein Teilgebiet des EU-Vogelschutzgebietes Hessische Altneckarschlingen (6217-403). Auf dem Areal gibt es mehrere Feld- und Waldwege. Im Westen grenzt das Naturschutzgebiet Torfkaute - Bannholz von Dornheim-Wolfskehlen an.

## Schutzzweck
Durch die Unterschutzstellung sollen die als Reste eines Niedermoorgebietes verbliebenen Flächen von feuchtem Grünland, Brachflächen und Gehölzgruppen erhalten werden. Diese Feuchtbiotope sind als Lebensraum für seltene und gefährdete Tier- und Pflanzenarten zu sichern. Dazu sollen die Grundwasserstände allmählich angehoben werden und eine extensive Nutzung des Grünlands stattfinden.

## Geomorphologie und Ökologie
Der Griesheimer Bruch ist eine artenreiche, submontane Borstgrasweide auf Silikatboden. Daneben gibt es Pfeifengraswiesen auf kalkreichem, torfigen und tonig-schluffigem Boden (Molinion caeruleae).
Wahrscheinlich war der Griesheimer Bruch ursprünglich ein fast rein aus Schwarzerlen-Bruchwald und Grauweiden-Gebüsch aufgebauter Laubwald (Alnetea glutinosae).
Der Griesheimer Bruch befindet sich auf einem Boden mit hochanstehendem, wenig schwankendem, aber langsam ziehendem, basenreichem Grundwasser.
Die herangeführten Basen neutralisieren die von anaerob lebenden Bodenorganismen erzeugten Säuren und ermöglichen so eine weitgehende Zersetzung der organischen Pflanzenreste durch Bakterien und Regenwürmer.
Der mehrere Zentimeter mächtige Bruchwaldtorf (Bruchwaldfehn) aus Holz und Zapfenresten lässt kaum noch Pflanzenstrukturen erkennen.
Im Frühjahr, noch vor Beginn der Vegetationsperiode, kann es zu Überschwemmung und länger anhaltender Vernässung des Griesheimer Bruchs kommen.
Die nachfolgende, zumindest oberflächliche Austrocknung des Bodens ist im Hinblick auf die Stickstoffmineralisation und die Sauerstoffversorgung eine wesentliche Voraussetzung für die Ansiedlung der flachwurzelnden Schwarzerle.
Im Bruchwald selbst lässt der hochanstehende Grundwasserspiegel anstelle typischer Laubwaldarten im Unterwuchs Sumpfpflanzen der Nasswiesen und Röhrichte aufkommen.
Der Baumbestand ist nach heutigen Gesichtspunkten forstwirtschaftlich wertlos.
Der Griesheimer Bruch wird teilentwässert; wodurch ein Teil des naturschützerisch wertvollen Feuchtbiotops verloren geht.

## Der Griesheimer Bruch heute

Weg im Griesheimer Bruch. Aufgenommen am Abend kurz vor Sonnenuntergang. 360 Grad Panorama aus 10 Bildern.

Der Griesheimer Bruch ist heute kein reiner Schwarzerlen-Bruchwald mehr.
Ein Großteil des Areals ähnelt einem teilentwässerten Mischwald mit Waldwiesen.
Im Griesheimer Bruch gibt es zahlreiche Feuchtwiesen und Gräben, die einen Lebensraum für heimische Amphibien wie Frösche, Kröten und Molche bilden.
Eine im Jahr 2015 angelegte Amphibienmulde soll die Artenvielfalt noch erhöhen.
Der Griesheimer Bruch könnte auch dauerhafte Heimat für einige seltenere Arten (z. B. Grasfrosch, Knoblauchkröte und Kreuzkröte) werden, die an einigen Stellen auf dem Areal auftauchen, aber noch keine dauerhaften Populationen bilden.
Für eine dauerhafte Ansiedlung der Amphibien müssen flache, offene Gewässer vorhanden sein; die sich im Frühjahr schnell erwärmen.
Das Naturschutzgebiet Griesheimer Bruch bietet auch den jährlich hier brütenden Störchen Nistmöglichkeiten.

## Gewässer
Der Griesheimer Bruch wird über zahlreiche Gräben entwässert.
Daneben gibt es auf dem Areal mehrere Fischteiche und eine Amphibienmulde.

## Fauna und Flora
Typische Tiere im Griesheimer Bruch sind Grasfrosch, Knoblauchkröte, Kreuzkröte und Weißstorch.
Typische Pflanzen im Griesheimer Bruch sind Borstgras, Pfeifengräser, Grauweide und Schwarz-Erle.

## Etymologie
Bruch: Zu ahd. und mhd. bruoch st.N.M. „Moorboden, Sumpf“. Die Namen erinnern an feuchten Wiesengrund.

## Historische Bauwerke
Am Nordwestrand des Griesheimer Bruchs befindet sich die denkmalgeschützte Hohe Brücke.